# Rimini Calcio 1961-1962
Questa voce raccoglie le informazioni riguardanti il Rimini Calcio nelle competizioni ufficiali della stagione 1961-1962.

## Rosa
| N. |                   | Ruolo | Calciatore         |
| -- | ----------------- | ----- | ------------------ |
|    | Italia (bandiera) | C     | Giberto Alvoni     |
|    | Italia (bandiera) | A     | Alfredo Beltrame   |
|    | Italia (bandiera) | C     | Gianfranco Bullini |
|    | Italia (bandiera) | C     | Giovanni Ceschi    |
|    | Italia (bandiera) | D     | Pietro Corsini     |
|    | Italia (bandiera) | P     | Gino Di Censo      |
|    | Italia (bandiera) | C     | Guido Furini       |
|    | Italia (bandiera) | P     | Claudio Galassi    |
|    | Italia (bandiera) | C     | Claudio Govoni     |
|    | Italia (bandiera) | D     | Sergio Lucchi      |

| N. |                   | Ruolo | Calciatore        |
| -- | ----------------- | ----- | ----------------- |
|    | Perù (bandiera)   | C     | Hugo Natteri      |
|    | Italia (bandiera) | C     | Marcello Neri     |
|    | Italia (bandiera) | A     | Roberto Oltramari |
|    | Italia (bandiera) | C     | Feliciano Orazi   |
|    | Italia (bandiera) | C     | Walter Patrignani |
|    | Italia (bandiera) | C     | Giorgio Perversi  |
|    | Italia (bandiera) | A     | Franco Rusconi    |
|    | Italia (bandiera) | D     | Romano Scardovi   |
|    | Italia (bandiera) | D     | Giuseppe Valletti |
|    | Italia (bandiera) | A     | Claudio Veronesi  |